# Bettino Marchetti
Bettino Marchetti (Siena, 8 luglio 1867 – Siena, 1º febbraio 1935) è stato un architetto e restauratore italiano.

## Biografia
Bettino Marchetti nacque a Siena nel 1867. Il padre, l'architetto Pietro Marchetti, si era occupato, tra l'altro, del restauro del castello di Brolio di proprietà del barone Bettino Ricasoli, in omaggio del quale scelse il nome per il figlio. La formazione di Bettino Marchetti avvenne nell'ambito dell'Istituto di belle arti di Siena, al quale fu iscritto dal 1883 al 1888, anno in cui conseguì il titolo di architetto. Essendo figlio d'arte ebbe fin da giovanissimo incarichi di rilievo, come nel 1891 la commissione per la progettazione della cappella della famiglia Sapori al cimitero della Misericordia; nel 1895 fu chiamato a progettare il nuovo teatro di Rapolano Terme, oggi Teatro del Popolo. Nel 1898 presentò alla Deputazione amministratrice del Monte dei Paschi un progetto per la costruzione di case operaie a Siena: sebbene all'epoca il progetto non sia stato accolto, nei successivi anni trenta i suoi principi ispiratori volti a realizzare abitazioni sane, ben aerate e illuminate – obiettivo non raggiungibile con semplici interventi di adattamento di edifici già esistenti – furono ripresi da Vittorio Mariani per il risanamento del fatiscente quartiere di Salicotto.
Nei primi anni del Novecento Marchetti s'impegnò per la propria contrada, l'Oca, progettando per essa la sala delle Vittorie (1902), e addirittura acquistando e ristrutturando un'intera palazzina da adibire a sede della Contrada, alla quale infine ne fece dono. Oltre a lavori di restauro e ripristino di facciate di palazzi senesi, Bettino Marchetti ricevette prestigiose commissioni, tra cui il progetto dell'asilo infantile di Buonconvento (1908-1911), nonché quelli del teatro del Costone e della chiesa anglicana di Saint Peter a Siena. Tra gli anni dieci e venti si dedicò al restauro di importanti edifici seguendo una metodologia tesa a conservare il più possibile le strutture originali: così operò nel recupero del pio asilo Butini Bourke (1916) e nei lavori di adattamento a Pinacoteca dei palazzi Buonsignori e Brigidi, in via San Pietro (1921). Nel 1922 realizzò l'autorimessa e officina FIAT di San Prospero. Tra i successivi maggiori incarichi si può ricordare quello ricevuto dall'Accademia dei Rozzi allorché, assieme all'architetto Vittorio Mariani, progettò la sopraelevazione di una palazzina prospiciente i locali dell'accademia stessa e il cavalcavia di raccordo tra i due edifici (1925) o la ristrutturazione interna ed esterna della Banca di Credito Toscano in piazza Tolomei (1927).
Bettino Marchetti fece inoltre parte della commissione edilizia del Comune di Siena (1915-1932) e fu a lungo segretario, prima, e insegnante, poi, presso l'Istituto di belle arti. Dal 1933 fu segretario del Sindacato fascista degli architetti di Siena. Morì a Siena nel 1935 ed ebbe esequie pubbliche solenni, con grande partecipazione popolare.

## Scritti
Tra i suoi scritti ricordiamo:
- Relazione e progetto per parziale sventramento di Siena e costruzione di fabbricati economici ad uso di case operaie, Siena, Castellini, 1898
- Breve riassunto della Vita di S. Caterina da Siena: omaggio della Nobile Contrada dell'Oca ai Benemeriti suoi Protettori 1913, Siena, Tipografia sociale, 1913
- Cenni biografici della Cont. Maria Assunta Butini-Bourke, fondatrice dello stabilimento per le donne povere in Siena e brevi notizie sul funzionamento di esso, Siena, Lazzeri, 1915
- Spigolature storiche riguardanti la casa di S. Caterina: omaggio della Nobile contrada dell'Oca ai benemeriti protettori 11 maggio 1919, Siena, Tip. San Bernardino, 1919
- Guida artistica del Santuario di S. Caterina in Fontebranda in Siena: omaggio della Nobile Contrada dell'Oca ai suoi protettori 2 maggio 1920, Siena, Tip. San Bernardino, 1920
- Il "palio" di Siena e la vita di contrada. Bozzetto illustrato, Siena, Lazzeri, 1927